# Зъбата селда
Зъбатите селди (Chirocentrus dorab) са вид актиноптери от семейство Chirocentridae.
Те са незастрашен вид.
Таксонът е описан за пръв път от Жорж Кювие през 1816 година.